# 필연성
필연성(必然性)은 그렇게 될 것이 확실이며, 달리 있을 수 없다는 철학적 개념이다. 이마누엘 칸트는 순수이성비판의 양상 카테고리에서 필연성과 우연을 대립 개념으로 대치시키고 있다. 필연성은 반대가 없는 개념이며, 반대가 없는 것은 동일성이 있다는 것이다.